# سیتون مک‌لین
سیتون مک‌لین (انگلیسی: Seaton McLean) تهیه‌کننده فیلم و تهیه‌کننده تلویزیونی اهل کانادا است.
از فیلم‌ها یا مجموعه‌های تلویزیونی که وی در آن‌ها نقش داشته‌است، می‌توان به فول‌پروف و عامل ناشناخته اشاره نمود.